# Jérémy Jacquet
Pour les articles homonymes, voir Jacquet.
Jérémy Jacquet, né le 15 juillet 2005 à Bondy (Seine-Saint-Denis) est un footballeur français qui évolue au poste de défenseur central au Stade rennais FC.

## Biographie

### En club

#### Stade rennais FC
Jérémy Jacquet est formé à l'AS Outre Mer du Bois l'Abbé, situé à Champigny-sur-Marne, puis au RC Joinville à Joinville-le-Pont.
Le 13 janvier 2018, il paraphe un contrat non-sollicitation en faveur du Stade rennais FC. Il est demi-finaliste de la Coupe Gambardella en 2022 et en 2023,. Le 20 septembre 2022, il paraphe son premier contrat professionnel d'une durée de trois ans, soit jusqu'en juin 2026,. Son contrat prendra effet qu'à partir de juillet 2023,.
Le 13 janvier 2024, il dispute son premier match avec les Rouge et Noir lors de la 18e journée de championnat face à l'OGC Nice en entrant à la 86e minute (victoire, 2-0). Seulement quinze jours plus tard, il signe en prêt sans option d'achat au Clermont Foot 63 jusqu'à la fin de la saison 2023-2024 mais ne peut empêcher la descente en Ligue 2 du club clermontois,.
Pour la saison 2024-2025, après une prolongation d'une saison avec le Stade rennais FC, soit jusqu'en juin 2027, il est de nouveau prêté au Clermont Foot 63,,. Il est élu joueur du mois de septembre par les supporters clermontois.
Le 3 février 2025, en fin de mercato hivernal, le Clermont Foot 63 et le Stade rennais FC mettent fin au prêt de Jérémy Jacquet et il retourne dans son club formateur,,. Pour casser le prêt, le club breton à débourser 900 000 euros.
Le 26 mai 2025, après une demi-saison concluante avec les Rouge et Noir, le défenseur de 19 ans s’engage un peu plus avec son club formateur en prolongeant de deux années supplémentaires, soit jusqu'en juin 2029,. Sur sa prolongation, il déclare : « Je suis très content de prolonger avec mon club formateur. La saison est passée très vite, j’ai rapidement joué après mon retour de prêt cet hiver et je pense avoir réalisé de bons matchs ».

### En sélection nationale
Après les équipes de France des moins de 17 ans et des moins de 18 ans, Jérémy Jacquet devient par la suite un membre de l'équipe de France des moins de 19 ans de la génération 2005 et est sélectionné par Bernard Diomède pour l'Euro des moins de 19 ans qui a lieu en Irlande du Nord. Pour le premier match de la compétition face à la Turquie, il marque le but de la victoire à la 86e minute sur penalty. Il atteint la finale de cet Euro, perdue face à l'Espagne, et figure dans le onze type du tournoi,.
Le 21 mai 2025, il est appelé par Gérald Baticle pour disputer l'Euro Espoirs en Slovaquie,,. Le 2 juin 2025, il ne figure pas dans liste définitive du sélectionneur des Bleuets,.

## Statistiques
| Saison                | Club                    | Championnat           | Championnat | Championnat | Championnat | Coupe(s) nationale(s) | Coupe(s) nationale(s) | Coupe(s) nationale(s) | Compétition(s) continentale(s) | Compétition(s) continentale(s) | Compétition(s) continentale(s) | Compétition(s) continentale(s) | Total | Total | Total |
| Saison                | Club                    | Division              | M.          | B.          | P.d.        | M.                    | B.                    | P.d.                  | Comp.                          | M.                             | B.                             | P.d.                           | M.    | B.    | P.d.  |
| 2023-2024             | Stade rennais FC        | Ligue 1               | 1           | 0           | 0           | 0                     | 0                     | 0                     | C3                             | -                              | -                              | -                              | 1     | 0     | 0     |
| 2024-2025             | Stade rennais FC        | Ligue 1               | 11          | 0           | 1           | -                     | -                     | -                     | -                              | -                              | -                              | -                              | 11    | 0     | 1     |
| 2025-2026             | Stade rennais FC        | Ligue 1               | 1           | 0           | 0           | 0                     | 0                     | 0                     | -                              | -                              | -                              | -                              | 1     | 0     | 0     |
| Sous-total            | Sous-total              | Sous-total            | 13          | 0           | 1           | 0                     | 0                     | 0                     | -                              | -                              | -                              | -                              | 13    | 0     | 1     |
| 2023-2024             | Clermont Foot 63 (prêt) | Ligue 1               | 6           | 0           | 1           | -                     | -                     | -                     | -                              | -                              | -                              | -                              | 6     | 0     | 1     |
| 2024-2025             | Clermont Foot 63 (prêt) | Ligue 2               | 17          | 2           | 1           | 1                     | 0                     | 0                     | -                              | -                              | -                              | -                              | 18    | 2     | 1     |
| Sous-total            | Sous-total              | Sous-total            | 23          | 2           | 2           | 1                     | 0                     | 0                     | -                              | -                              | -                              | -                              | 24    | 2     | 2     |
| Total sur la carrière | Total sur la carrière   | Total sur la carrière | 36          | 2           | 3           | 1                     | 0                     | 0                     | -                              | 0                              | 0                              | 0                              | 37    | 2     | 3     |

## Palmarès

### En sélection nationale
| France -19 ans                               |
| -------------------------------------------- |
| - Championnat d'Europe : - Finaliste : 2024. |

### Distinctions individuelles
- Membre de l'équipe type du championnat d'Europe -19 ans en 2024[25].